# Кешка и Фреди
«Кешка и Фреди» — белорусский короткометражный фильм режиссёра Бориса Берзнера по сценарию Лидии Королёвой.

## Сюжет
У школьника Иннокентия проблемы с английским языком, за что его отчитывает учитель в начале фильма. Иннокентий расстраивается, одноклассник же это замечает и предлагает сходить вместе в кинотеатр после урока. Друзья предлагают сходить на «Кошмар на улице Вязов 4: Повелитель сна». Поначалу Иннокентий отказывается, но всё же идёт смотреть фильм с друзьями.
Во время просмотра фильма Иннокентий засыпает и появляется в мире фильма «Кошмар на улице Вязов». Окружающие предметы стараются напугать мальчика, но он не обращает на них практически никакого внимания. Найдя телефон, он вызывает милицию, однако голос в трубке говорит, чтобы он никуда не звонил, угрожая, что будет только хуже. Сам Иннокентий в ответ говорит, что хуже будет тому, кто ему угрожает. Зайдя в кабинет, который увешан различными плакатами, он видит плакат с изображением Фредди Крюгера, который с противоположной стороны разрывает его своими когтями. Крюгер начинает общаться с мальчиком на английском языке, однако он говорит, что не понимает английского языка. Фредди предлагает учить английский до утра. Иннокентий в страхе начинает убегать от Фредди, однако тот настигает его и угрожает убить. Мальчику удаётся отвлечь Крюгера и убежать. В конце концов Фредди всё же загоняет мальчика в угол, и тот вспоминает, что его друг говорил о том, что прогнать Фредди возможно молитвой. Кеша начинает зачитывать клятву пионера. В этот момент Фредди становится плохо, и он теряет сознание. Когда Крюгер начинает приходить в себя, Иннокентий привязывает его и с помощью кусачек отрезает когти с перчатки маньяка, после чего ложится спать и просыпается в кинотеатре.
После пробуждения герой замечает под ногами шляпу Фредди Крюгера. Выйдя из кинотеатра, Иннокентий видит плакат, на котором у Фредди отсутствует шляпа. Мальчик бросает шляпу в плакат, и она становится на своё место, после чего с плаката с лицом Фредди течёт слеза. Немного пройдя, Иннокентий вместе с друзьями сталкиваются с учителем английского языка, который напоминает о проблемах в учёбе. Иннокентий делает вывод, что, несмотря на схватку с Фредди Крюгером, придётся изучать английский язык, после чего зрителю вновь показывают плакат с Фредди, который начинает улыбаться.

## В ролях
- Иннокентий Сичкарь — Иннокентий «Кешка»
- Анатолий Ахрамович — Геннадий «Генка»
- Александр Кашперов — Фредди
- Юрий Казючиц — учитель английского языка
- Артём Усов — Дмитрий «Димка»
- Илья Винокуров — Вадим «Вадик»

## Производство
В начале 90-х годов режиссёр разработал серию короткометражных фильмов о приключениях Кешки — «Кешка и фрукты», «Кешка и спецназ», «Кешка и гангстеры», «Кешка и гуманоид», «Кешка и маг».

## Критика
Российский кинокритик Евгений Баженов назвал фильм «объективно плохим», однако отметил, что было «жутко интересно» наблюдать за советской версией Фредди Крюгера. Станислав Ф. Ростоцкий из журнала «Сеанс» похвалил фильм, отмечая, что он «удался по всем фронтам».

### Комментарии
1. ↑  По всей видимости, в названии допущена ошибка, поскольку имя Фредди пишется с двумя «д».